# Deborah Nordyke
Deborah Nordyke (* 20. Mai 1962 in Belthalto) ist eine US-amerikanische Biathletin und Skilangläuferin.
Deborah Nordyke lebt in Burlington und trainiert in Anchorage. Die Grundschullehrerin gehört der Reserve der U.S. Air Force an und startet für WCAP Airforce. 1992 begann sie mit dem Biathlonsport, 1994 bestritt sie zunächst erste internationale Skilanglaufwettkämpfe in FIS-Rennen. Seit 1995 startet sie vorrangig im Weltcup. Ihr erstes Rennen bestritt Nordyke bei einem Einzel in Lahti, wo sie 46. wurde. Ihre erste internationale Meisterschaft wurden die Biathlon-Weltmeisterschaften 1996 in Ruhpolding, bei denen die US-Amerikanerin im Einzel 59. wurde. Im Mannschaftsrennen belegte sie mit Stacey Wooley, Kristina Sabasteanski und Ntala Skinner den fünften Rang. Ein Jahr später erreichte sie in Osrblie Platz 71 im Sprint und mit Skinner, Wooley und Sabasteanski Platz neun im Staffelrennen. Zum Karrierehöhepunkt wurde die Teilnahme an den Olympischen Spielen 1998 in Nagano. Bei den Spielen in Japan kam Nordyke im Sprint zum Einsatz und wurde 48. Kurz nach den Spielen erreichte sie in Pokljuka mit Rang 38 bei einem Sprint ihr bestes Ergebnis im Weltcup. Das darauf basierende Verfolgungsrennen galt als Weltmeisterschaft, die in Pokljuka in den nichtolympischen Disziplinen ausgetragen wurde. Nach der Karriere zog sich Nordyke zunächst von internationalen Einsätzen zurück. Seit den 2000er Jahren nahm sie zunächst wieder an Militär-Skiweltmeisterschaften teil. 2002 wurde sie in Kranjska Gora 25. im 10-Kilometer-Skilanglauf-Sprint, 2003 in Rovaniemi 31. Ihr nächster internationaler Einsatz waren die Sommerbiathlon-Weltmeisterschaften 2006 in Ufa. Nordyke kam bei den Rennen im Crosslauf zum Einsatz und erreichte die Platzierungen 18 im Sprint und 15 in der Verfolgung. Im Mixed-Staffelrennen kam sie mit Erin Graham, Douglas Hoover und Erich Wilbrecht als Startläuferin gestartet als überrundete Staffel nicht ins Ziel. Bislang ihren letzten internationalen Einsatz hatte sie im Alter von mittlerweile 47 Jahren bei den Militär-Skiweltmeisterschaften 2010 in Brusson; dort wurde sie 45. des Biathlon-Sprints.

## Weltcup-Platzierungen
Die Tabelle zeigt alle Platzierungen (je nach Austragungsjahr einschließlich Olympische Spiele und Weltmeisterschaften).
- 1.–3. Platz: Anzahl der Podiumsplatzierungen
- Top 10: Anzahl der Platzierungen unter den ersten zehn (einschließlich Podium)
- Punkteränge: Anzahl der Platzierungen innerhalb der Punkteränge (einschließlich Podium und Top 10)
- Starts: Anzahl gelaufener Rennen in der jeweiligen Disziplin

| Platzierung                                                                             | Einzel | Sprint | Verfolgung | Massenstart | Team | Staffel | Gesamt |
| --------------------------------------------------------------------------------------- | ------ | ------ | ---------- | ----------- | ---- | ------- | ------ |
| 1. Platz                                                                                |        |        |            |             |      |         |        |
| 2. Platz                                                                                |        |        |            |             |      |         |        |
| 3. Platz                                                                                |        |        |            |             |      |         |        |
| Top 10                                                                                  |        |        |            |             | 1    | 1       | 2      |
| Punkteränge                                                                             |        |        |            |             | 1    | 2       | 3      |
| Starts                                                                                  | 13     | 16     | 1          |             | 1    | 2       | 33     |
| Stand: Karriereende, einschließlich WM und Olympia, Daten möglicherweise nicht komplett |        |        |            |             |      |         |        |